# Broletto (Melegnano)
Il Broletto è il palazzo municipale della città lombarda di Melegnano.
Costituisce un esempio raro di broletto lombardo costruito in un centro minore.

## Storia
Il palazzo venne eretto nel Quattrocento come broletto della borgata di Melegnano. Esso sorse di fronte alla Collegiata di San Giovanni Battista, quasi a simboleggiare la dicotomia fra il potere ecclesiastico e il potere civile.
Nei secoli fu più volte modificato: con l'ultimo restauro, curato nel XX secolo dall'architetto Franco Patrini, venne rimosso l'intonaco esterno ripristinando le pareti in mattoni a vista; il Broletto venne altresì affiancato da un edificio moderno che ospita gli uffici amministrativi del Comune.

## Caratteristiche

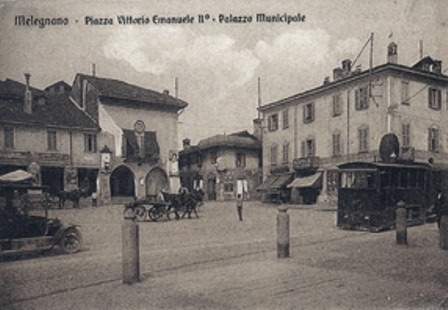
Il Broletto prima dei restauri del XX secolo

Il Broletto sorge sul lato occidentale di piazza Risorgimento, di fronte alla Collegiata di San Giovanni Battista.
Secondo la tipica configurazione dei broletti lombardi, l'edificio possiede un piano inferiore porticato e un piano superiore in cui trova posto un salone per le riunioni. A causa delle modifiche succedutesi nei secoli, oggi il piano inferiore resta accessibile solo dalla facciata principale, mentre le aperture lungo la facciata laterale sono state murate.
Al piano superiore si aprono finestre di diversa forma, fra le quali spiccano le due aperture ogivali della facciata e le aperture sul fianco, con cornici in cotto di gusto rinascimentale.
Sotto il loggiato è posto un busto marmoreo raffigurante il patriota melegnanese Giuseppe Dezza.